# Gott, man lobet dich in der Stille (BWV 120)
Pour les articles homonymes, voir Gott, man lobet dich in der Stille.
Gott, man lobet dich in der Stille (Dieu, on te loue dans le silence), (BWV 120), est une cantate religieuse de Johann Sebastian Bach composée à Leipzig en 1728 ou 1729.

## Histoire et livret
Gott, man lobet dich in der Stille fut composée pour l'élection du nouveau Conseil municipal (Ratswahl) de Leipzig qui donna lieu à un service de fête le lundi suivant la saint Barthélémy (24 août). Après une probable première représentation à l'église Saint-Nicolas le 26 août 1728 ou le 29 août 1729, la cantate fut de nouveau jouée, toujours pour la même occasion, et toujours à Saint-Nicolas, probablement le 27 août 1742. On peut lire sur le manuscrit autographe de la partition qui nous est parvenue « J. J. Concerto à 4 Voci. due Hautb. due Violini, Viola, 3 Trombe, Tamburi è | Continuo ».
Le thème du choral est basé sur le cantique « Herr Gott, dich lobe wir ». Cette mélodie est originaire d'un ancien « Te Deum Laudamus » chrétien qui lui-même provient d'un chant de l'église grecque issu à son tour d'un chant juif ou d'une liturgie chrétienne primitive. La mélodie remonte probablement aux premier ou deuxième siècles. Martin Luther l'écrivit sous sa forme moderne, laquelle fut imprimée dans les « Geistliche Lieder », édités et publiés par Joseph Klug (de) à Wittenberg en 1529.
Des éléments de la cantate furent employés pour une cantate de mariage Gott, man lobet dich in der Stille (BWV 120a), en 1729, et la cantate Gott, man lobet dich in der Stille (BWV 120b) dont la musique est perdue et qui avait été écrite pour la célébration du deux centième anniversaire de la Confession d'Augsbourg en 1730.

## Structure et instrumentation
L'instrumentation reflète l'occasion festive pour laquelle la cantate a été composée. Quatre solistes (soprano, alto, ténor, basse), chœur à quatre voix, trois trompettes, timbales, deux hautbois d'amour, deux violons, alto et basse continue.
Il y a six mouvements :
1. alto solo: Gott, man lobet dich in der Stille
2. chœur : Jauchzet, ihr erfreuten Stimmen
3. récitatif (basse): Auf, du geliebte Lindenstadt
4. aria (soprano): Heil und Segen
5. récitatif (ténor) : Nun, Herr, so weihe selbst das Regiment
6. choral : Nun hilf uns, Herr, den Dienern dein

## Musique
Le premier mouvement est basé sur le psaume 65:2. Il est inhabituel pour Bach d'ouvrir une cantate avec une voix soliste, mais les mots « aus der Stille » (hors du silence) l'ont peut-être amené à les écrire pour alto et deux hautbois d'amour.
Bach retravailla la première partie (le choral) du joyeux deuxième mouvement Jauchzet, ihr erfreuten Stimmen, un chœur dominé par tout l'orchestre, pour le Et expecto resurrectionem mortuorum dans le Symbolum Nicaenum (Credo) de sa Messe en si mineur.
L'aria pour soprano — avec le solo de violon — est probablement issue d'une œuvre antérieure, du temps où Bach était à Köthen, et qui servit également de modèle pour un mouvement de sonate pour violon (BWV 1019a).
Le récitatif pour ténor est accompagné des cordes pour souligner son caractère de prière pour la justice et les bénédictions à venir. Les paroles du choral final sont tirées du « Te Deum » allemand « Herr Gott, dich loben wir » de Martin Luther.

## Sources
- Gilles Cantagrel, Les cantates de J.-S. Bach, Paris, Fayard, mars 2010, 1665 p.  (ISBN 978-2-213-64434-9)